# Алианс за републиката
Алианс за републиката (на френски: Alliance pour la république) е политическа партия в Сенегал.
Създадена е през 2008 година, когато бившият министър-председател Маки Сал напуска Сенегалската демократическа партия след конфликт с президента Абдулай Уад. През 2012 година Маки Сал е избран за президент, а Алианс за републиката печели, в коалиция с по-малки партии, 119 от 150 места в парламента.